# Stedefreund
Stedefreund ist der flächenmäßig kleinste Stadtteil der Stadt Herford mit 1462 Einwohnern am 31. Dezember 2015. Stedefreund liegt an der südwestlichen Stadtgrenze. 

## Geographie

### Lage
Stedefreund ist verhältnismäßig dicht besiedelt. Im Osten grenzt es an den Fluss Aa. In einigem Abstand dazu durchqueren die Bahnstrecke Hamm–Minden und eine Bundesstraße den Stadtteil. 

### Nachbarstadtteile
Stedefreund grenzt im Norden an den Herforder Stadtteil Diebrock und im Osten an Herford-Elverdissen. Im Süden und Westen liegt der Bielefelder Stadtteil Brake und im Nordwesten Herford-Laar.

## Geschichte
Stedefreund wurde erstmals 1151 als Cisebrac, dem Namen einer Gruppe von Höfen, schriftlich erwähnt. Später war Stedefreund bis zur Franzosenzeit ein adliges Gut, das zur Vogtei Schildesche im Amt Sparrenberg der Grafschaft Ravensberg gehörte. Von 1807 bis 1810 gehörte Stedefreund zum Kanton Schildesche im Distrikt Bielefeld des Königreichs Westphalen, das von Jérôme, dem Bruder Napoleons regiert wurde. Nach der Annexion großer Teile Norddeutschlands durch Napoleon Bonaparte im Jahre 1811 gehörte Stedefreund bis 1813 zum Kanton Enger im Distrikt Minden des französischen Departements der Oberen Ems. 1816 wurde Stedefreund Teil des neuen Kreises Herford und gehörte dort bis zur Kommunalreform am 31. Dezember 1968 zum Amt Herford-Hiddenhausen. Am 1. Januar 1969 wurde die Gemeinde Stedefreund durch das Herford-Gesetz in die Stadt Herford eingemeindet.

## Verkehr
Durch Stedefreund verläuft die B 61 von Bielefeld nach Herford. An der westlichen Stadtgrenze verbindet die Stedefreunder Straße Bielefeld-Brake mit den Herforder Stadtteilen Laar und Eickum.
Eine Buslinie verbindet den Stadtteil mit Herford, Bielefeld-Brake und Schildesche (Stadtbahn). Da Stedefreund unmittelbar an Brake grenzt, befindet sich der Bahnhof Brake (b. Bielefeld) in geringer Entfernung.  Er wird von der Wiehengebirgsbahn Bielefeld–Bünde–Osnabrück–Bad Bentheim und der Ravensberger Bahn Bielefeld–Bünde–Rahden bedient.

## Städtische Einrichtungen
An der Ledeburstraße gibt es eine städtische Kindertagesstätte.
Der kleinste städtische Friedhof liegt an der Bielefelder Straße Ecke Siegelbrink. Dort gibt es Wahlgräber, Reihengräber und Pflegereihengräber.

## Nils Stedefreund
Zum Namen für den in der Bremer Tatort-Reihe mitspielenden Kriminalbeamten Nils Stedefreund wurde der aus Bielefeld stammende damalige Autor Jochen Greve durch den Herforder Stadtteil angeregt. In einem Interview bei Radio Bremen sagte er: Als es darum ging, dem „Kind“ einen Namen zu geben, fiel mir ziemlich bald „Stedefreund“ ein. Weil er, wie Oliver Mommsen später mal vermutet hat, Inga stets ein Freund ist. Aber in Wahrheit heißt ein kleiner Vorort so an der Straße, an der ich geboren wurde und an der meine Mutter noch heute lebt. Stedefreund ist eben ein kleines bisschen auch ein „Baby“ von mir.

## Belege
1. ↑  Stadt Herford: Zahlen, Daten, Fakten
2. ↑  Birgit Meineke: Die Ortsnamen des Kreises Herford. Westfälisches Ortsnamenbuch (WOB). Verlag für Regionalgeschichte, Gütersloh 2011, ISBN 978-3-89534-924-9, S. 256. (PDF)
3. ↑  Peter Florens Weddigen: Westphälischer historisch-geographischer National-Kalender. Kleinenbremen 1805, § 1 Das Amt Sparrenberg, S. 46 (google.de).
4. ↑  Martin Bünermann: Die Gemeinden des ersten Neugliederungsprogramms in Nordrhein-Westfalen. Deutscher Gemeindeverlag, Köln 1970, S. 74.
5. ↑  Interview von Radio Bremen mit Jochen Greve vom 27. August 2012.